# Spændt Op Til Lir
"Spændt Op Til Lir" er en sang af Den Gale Pose, der blev udsendt som single i 1998. "Spændt Op Til Lir" blev endvidere udgivet på albummet Sådan Er Reglerne.
"Spændt Op Til Lir" blev et stort hit for Den Gale Pose, og blev tildelt prisen for Årets Danske Hit ved Dansk Grammy 1999.
Sangen indeholdt et sample fra Imaginations "Music And Lights". Den Gale Pose havde informeret deres pladeselskab Warner Music Group, men det var ikke blevet cleared. Det betød at al indtjening fra sangen gik til Imagination.